# 미야무라 마사시
미야무라 마사시(일본어: 宮村 正志, 1969년 2월 18일 ~ )는 일본의 전 축구 선수이다.

## 구단 경력
1987년 일본 사커 리그의 요미우리에 입단했다. 1992년 재팬 풋볼 리그의 후지타 공업로 이적했다. 1994년 후지에다 브룩스(아비스파 후쿠오카)로 이적했다. 1995년 재팬 풋볼 리그 우승으로 J1리그로 승격했다. 1998년 재팬 풋볼 리그의 미토 홀리호크로 이적했다. 1998년후 현역 은퇴.